# Olly James
Oliver James Purvis, (Newcastle, Inglaterra, 6 de octubre de 1993) más conocido como Olly James, es un DJ, y productor británico orientado al Electro House, Progressive House y Big Room House.

## Inicios
Oliver se interesó en la música a la edad de 18 años por lo que, a través de videos tutoriales, produjo sus primeras canciones. Ya a los 20 años hizo su primera publicación oficial llamada  Sphynx  en noviembre de 2013 y fue lanzado en el sello discográfico Boom Boom Records.
Olly salto a la fama en enero de 2016 gracias al remix de Ecuador de Sash que fue lanzado por Spinnin 'Records y obtuvo reconocimiento mundial. 
Dos meses más tarde la colaboración con los DJ y productores italianos VINAI llamada "LIT " lo colocó en la cima de los rankings de Beatport.

## Sencillos y EPs

### EPs
2016
- Side 2 Side EP (Panda Funk)

2017
- Freedom EP (Free Download)
- Freedom EP II (Free Download)
- Phenom EP (Maxximize Records / Spinnin' Records)

2023
- The Seduction EP (con Hardwell) (Revealed Recordings)
- Club Weapons Vol. 1 (Rave Room Recordings / Revealed Recordings)

### Sencillos
2013
- Sphynx (con Felipe Krauss) (Boom Boom Records)
- Prometheus (Boom Boom Records)
- Dynamite / Totum EP (Nightline Records)
- Aken (con Atom Pushers) (PEAK HOUR MUSIC)
- Firecracka (Nightline Records)

2014
- Scyther (Plastic Flow Records)
- Bumble Bee EP (Club Cartel Records)
- Osiris (con Swede Dreams) (Free Download)
- Mo'fuckers (con RIBELLU) (Bonerizing Records)

2015
- Tromba (JUMMP Records / Armada Music)
- Machina (Club Cartel Records)
- Rumbla (con Kandy) (Brooklyn Fire Records)
- Vault (con Trifo) (Panda Funk)
- Carnival Drums (Panda Funk / Universal Music)
- Take The Lead (con Trifo, Simon Milan & Brenton Matheus) (Bonerizing Records)
- Shuttle (con Jayden Jaxx) (Free Download)
- Drilla (Brooklyn Fire Records)
- RAID (con Steve Reece & Reylax) (ADE Sampler 2015) (Revealed Recordings)
- Kamatu (Club Cartel Records)

2016
- Ecuador (con SASH!) (Spinnin' Records)
- LIT (con VINAI) (Spinnin' Records)
- Side 2 Side (Side 2 Side EP) (Panda Funk)
- Putana (con TWINNS) (Side 2 Side EP) (Panda Funk)
- Karma (con Overused) (Free Download)
- Artillery (con MCD Official) (Free Download)
- Bandana (con KEVU) (Maxximize Records / Spinnin' Records)
- Alarm (con R3SPAWN) (Revealed Recordings)
- Alarm (VIP Mix) (con R3SPAWN) (Revealed Recordings)
- Speed Of Light (con REGGIO feat. Christina Pasion) (Free Download)
- Love Again (con LoaX feat. Christina Pasion) (Miami Sampler 2016) (Revealed Recordings)
- Knockout (con KEVU) (Cell Records)
- MAYHEM! (con Matt Watkins) (Free Download)
- Riyani (con KEVU) (Free Download)
- Higher (con Joey Dale) (Revealed Recordings)
- Smokin' (Free Download)
- Invictus (con Maddix) (Revealed Recordings)
- Starfall (con KEVU & GLDN) (Cell Recordings)
- Forever (con Syzz) (Armada Zouk)
- Talisman (con Breathe Carolina) (Oh So Hard EP) (Spinnin' Premium)
- Wait For Me (con LoaX) (Free Download)

2017
- Mayani (Free Download)
- Omen (con MOTi & Kenneth G) (Revealed Recordings)
- Code (Revealed Recordings)
- Aruna (Maxximize Records / Spinnin' Records)
- Kingpin (Clap) (con Futuristic Polar Bears) (Free Download)
- Escobar (Free Download)
- Mask (Freedom EP) (Free Download)
- Reverze (Freedom EP) (Free Download)
- Lose Control (Freedom EP) (Free Download)
- Taka (Freedom EP II) (Free Download)
- Reborn (Freedom EP II) (Free Download)
- Drop It (Freedom EP II) (Free Download)
- Bad (Phenom EP) (Maxximize Records / Spinnin' Records)
- Blow (Phenom EP) (Maxximize Records / Spinnin' Records)
- One Time (con Jordi Rivera) (Free Download)

2018
- Phoenix (con Blasterjaxx) (Maxximize Records / Spinnin' Records)
- Fuego (con KURA) (Revealed Recordings)
- Losing Myself (Free Download)
- Soulja (Revealed Recordings)
- Sauce (Free Download)
- Turn Away (Maxximize Records / Spinnin' Records)
- Signature Sounds Vol. 1 (Demo Track) (Free Download)
- Signature Sounds Vol. 2 (Demo Track) (Free Download)
- Bounce That (con Julian Jordan) (GOLDKID EP 002) (GOLDKID / Armada Music)
- Warria (Free Download)
- East 2 West (Signature Sounds Vol. 3 Demo Track) (Free Download)
- Close To Me (Free Download)
- Together (con Driftbomb) (Free Download)
- Signature Sounds Vol. 4 (Demo Track) (Free Download)
- Bad To The Bone (con  22Bullets) (Maxximize Records / Spinnin' Records)
- Throne (con MATTN & Futuristic Polar Bears) (Smash The House)
- Blaze (Signature Sounds Vol. 5 Demo Track) (Free Download)
- Lion (Revealed Recordings)
- Bora Bora (con Linka & Mondello) (Bourne Records)
- GANG (Signature Sounds Vol. 6 Demo Track) (Free Download)
- Mariachi (Signature Sounds Vol. 7 Demo Track) (Free Download)
- Symphony (con Maestro Harrell) (Free Download)
- Tempo (Signature Sounds Vol. 8 Demo Track) (Free Download)

2019
- Hold On (Signature Sounds Vol. 9 Demo Track) (Free Download)
- Don't Let Me Go (Free Download)
- CA$H (Maxximize Records / Spinnin' Records)
- Bring It Back (Free Download)
- Rave Tool (Free Download)
- Tokyo (con David Shane) (Maxximize Records / Spinnin' Records)
- Tokyo (VIP) (con David Shane) (Free Download)
- Movin' Too Fast (Revealed Recordings)
- Shutdown (con RudeLies) (Lowly.)
- Hold On (con ZOOTAH) (Zero Cool)
- Fusion (con SaberZ) (Revealed Recordings)
- Life Is Music (con Blasterjaxx) (Maxximize Records / Spinnin' Records)

2020
- Amsterdam (Maxximize Records / Spinnin' Records)
- Side To Side (con Giftback) (Revealed Recordings)
- Battlefield (con David Shane) (Revealed Recordings)
- Meant To Be (con Reece Low) (Musical Freedom)
- Not Around (con KEVU & Luca Testa) (Maxximize Records / Spinnin' Records)
- Shine (con ASCO feat. Jordan Grace) (Maxximize Records / Spinnin' Records)
- OG (con SCNDL) (Skink)
- Enter (The Rave) (Rave Room Recordings)

2021
- Disco (Maxximize Records / Spinnin' Records)
- Silence (Rave Room Recordings)
- 303 (con David Rust) (Damaged Records)
- We Are The Ravers (con Ben Nicky feat. MC Stretch) (Rave Culture)
- ETR (con Mike Reverie) (Electric Fox)
- Hooked (con Ozgun & Max Aeris) (Rave Room Recordings)
- Rave Is Our Religion (con Rave Republic) (Rave Culture)
- Frequency (Maddix presents: The Lost DNA) (Revealed Recordings)
- Founding Fathers (con Sandro Silva) (Rave Culture)
- The Light (con Justin Prime) (Nexchapter)
- Glorious (con SkyLights feat. Nino Lucarelli) (Rave Room Recordings)
- Old School (con SkyLights feat. Kris Kiss) (Revealed Recordings)
- Techno On My Mind (Rave Room Recordings)

2022
- Rave Room (Revealed Recordings)
- Forever (con Darren Styles & Dee Dee) (Rave Culture)
- The Age Of Rave (Rave Culture)
- Break It Down (con Robert Geaux) (Rave Room Recordings)
- Rave Box (con NGD Project) (Rave Room Recordings)
- Where Did You Go (con Technikore) (Rave Culture)
- Body & Mind (Revealed Recordings)
- East To The West (con SkyLights feat. Kris Kiss) (Rave Culture)
- Once Again (con Roxx Remora) (Rave Room Recordings)

2023
- Back To The Future (Rave Culture)
- Eternal (con VINAI) (SINPHONY / Spinnin' Records)
- Seduction (con Hardwell) (The Seduction EP) (Revealed Recordings)
- Flatline (con Hardwell) (The Seduction EP) (Revealed Recordings)
- The Oldskool (Rave Room Recordings / Revealed Recordings)
- We Live Forever (con Bonka) (Rave Room Recordings / Revealed Recordings)
- Afterparty (Rave Culture)
- Too Late (con Mike Ottoro) (Club Weapons Vol. 1) (Rave Room Recordings / Revealed Recordings)
- Take My Breath (con Matt Ice feat. Sibel) (Club Weapons Vol. 1) (Rave Room Recordings / Revealed Recordings)
- The Way I Are (con Yosuf) (Xploded)
- The New Generation (con Uberjak'd) (Smash The House)

2024
- Can't Get You Out Of My Head (con Gammer) (Rave Culture)
- Straight From The Underground (Revealed Recordings)
- Inside Your Mind (Rave Room Recordings / Revealed Recordings)
- God Is The DJ (con Trey Pearce) (Revealed Recordings)

### Remixes & Bootlegs
- 2014: MAKJ & Lil Jon — Lets Get Fuc*ed Up (Olly James Bootleg)
- 2014: Scotty — Black Pearl (Olly James Bootleg)
- 2014: Ummet Ozcan — SuperWave (Audioless & Olly James Bootleg)
- 2015: Calvin Harris — Outside (Olly James Bootleg)
- 2015: Ummet Ozcan — Kensei (Olly James Bootleg)
- 2015: Hardwell & Dannic — Survivors (Olly James Bootleg)
- 2015: VINAI — Legends (Olly James Bootleg)
- 2015: Nari & Milani — Atom (Olly James Bootleg)
- 2016: Eminem — Without You (Olly James Bootleg)
- 2016: Dr Dre — The Next Episode (Olly James & STVW Bootleg)
- 2016: Usher feat. Ludacris & Lil Jon — Yeah! (Olly James Bootleg)
- 2016: Tomcraft — Loneliness (Olly James Bootleg)
- 2016: Sash! — Ecuador (Olly James Remix)
- 2017: Major Lazer feat. Justin Bieber — Cold Water (Olly James Bootleg)
- 2017: David Guetta & Showtek — Bad (Olly James Bootleg)
- 2017: Blasterjaxx — Demon Eyes (Olly James Remix)
- 2017: DJ Jean — The Launch (Olly James Remix)
- 2017: Nytrix — Under Electric Skies (Olly James Remix)
- 2017: Sophie Francis — Lovedrunk (Olly James Remix)
- 2017: 50 Cent — In Da Club (Olly James Bootleg)
- 2017: Major Lazer feat. Travis Scott & Camila Cabello — Know No Better (Olly James Bootleg)
- 2017: Clean Bandit feat. Sean Paul & Anne-Marie — Rockabye (Olly James Bootleg)
- 2017: Post Malone — Rockstar (Olly James Club Mix)
- 2018: Missy Elliot — Get Your Freak On (Olly James Club Mix)
- 2018: KURA — Lambo (Olly James Remix)
- 2018: Drake — In My Feelings (Olly James Club Mix)
- 2019: Skrillex feat. Alvin Risk — Fuji Opener (Olly James Edit)
- 2019: Somero & Swede Dreams - Back To You (feat. Alex Holmes) (Olly James Remix) (Loca Recordings)